# マッドピエロ
「マッドピエロ」（mad pierrot）は、YMOの楽曲。作曲は細野晴臣。

## 解説
- 初収録は1978年にリリースされたイエロー・マジック・オーケストラ（以下YMO）のアルバム『イエロー・マジック・オーケストラ』。
- 曲のタイトルはジャン＝リュック・ゴダール監督の映画『気狂いピエロ』から取られている。
- YMOのごく初期のライブではこの楽曲が演奏されていたが難易度が高く、演奏されなくなった。
- 海外のシングルでは、「中国女」のB面として収録された。

## 歌詞
- 作詞者はクレジットされていない。しかし、ボコーダー（KORG VC-10）によって歌われていることが判別できる。
- 収録曲のすべての歌詞を掲載しているベストアルバム『テクノ・バイブル』では「Instrumentalインストゥルメンタル」と表記されている。
- 2005年1月26日にリリースされたアルバム『アコースティックYMO』ではヴォーカルに細野が参加したが、歌詞が異なっている。

## 収録アルバム
- YMO『イエロー・マジック・オーケストラ』（1978年）
- YMO『イエロー・マジック・オーケストラ (US版)』（1979年）
- YMO『テクノ・バイブル』（1992年）
- YMO『オーヴァー・シーズ・コレクション』(1995年)